# 격세유전

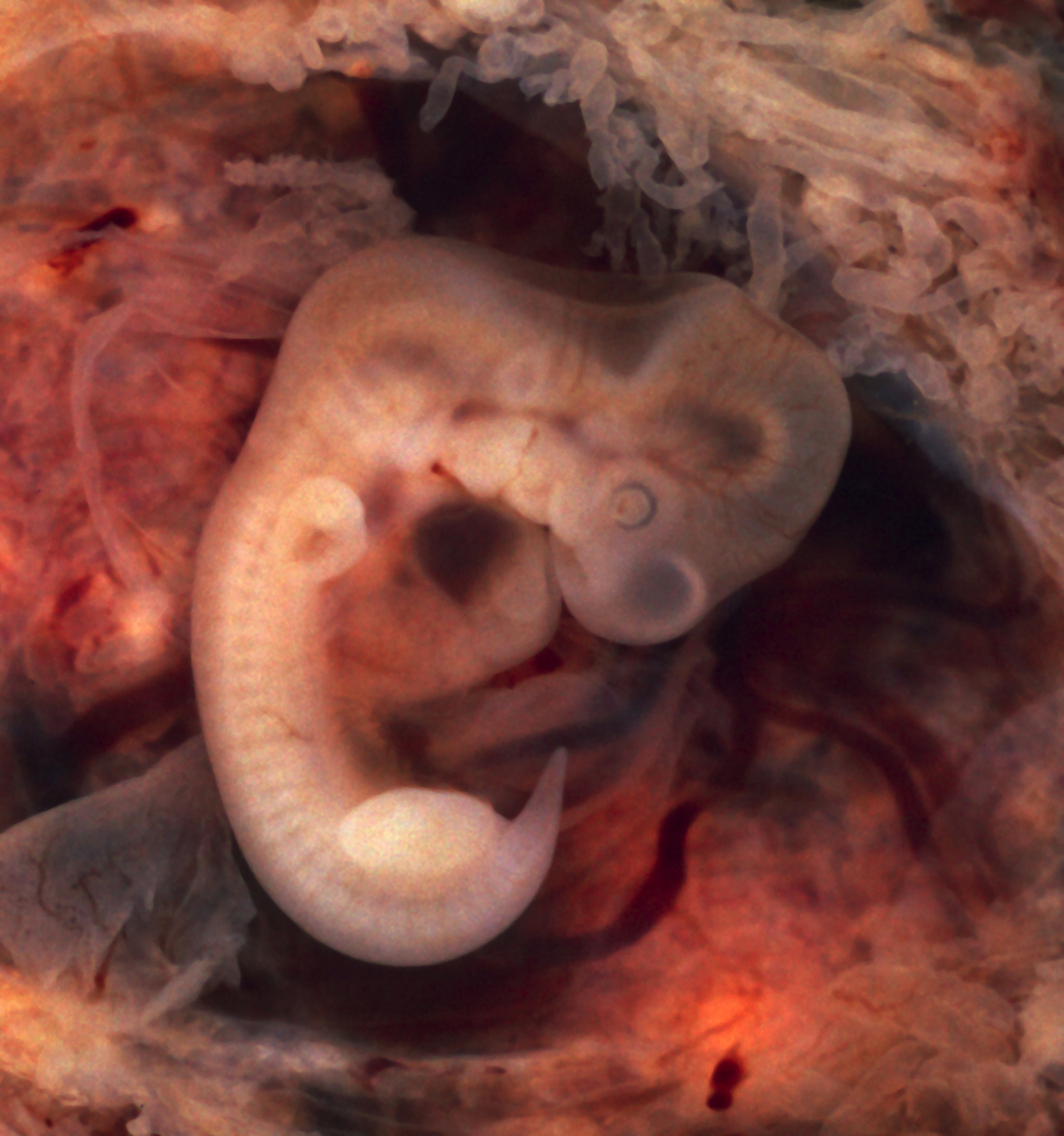

격세유전(隔世遺傳, atavism)은 생물학에서 조상의 유전적 형질이 이전 세대들의 진화적 변화를 통해 소실된 이후 다시 나타나는 생물학적 구조의 수정이다. 격세유전은 여러 방식으로 발생할 수 있다. 그 중 하나는 유전자가 과거에 있던 기존 표현형적 특징이 DNA에 보존되어 있을 때 이것들이 새로운 기질에 대해 우세한 유전자를 무릎꿇리거나 오래된 기질이 새로운 것을 지배하는 돌연변이를 통해 표현될 수 있다는 것이다. 격세유전은 진화의 증거로 간주되기도 한다.
사회과학에서 격세유전은 회귀의 경향이다. 예를 들어 현대시대의 사람들이 과거의 생각과 행동방식으로 회귀하는 경향을 들 수 있다.